# 탄금초등학교
탄금초등학교는 충청북도 충주시 칠금동에 있는 공립 초등학교다.

## 학교 연혁
- 1996년 5월 2일 : 36학급 설립인가
- 1997년 3월 1일 : 탄금초등학교 21학급 편성 개교
- 1998년 3월 1일 : 창암초등학교 통합
- 2010년 11월 29일 : 사이버가정학습 충청북도교육청 우수학교 선정
- 2010년 12월 30일 : 충북방과후학교 Best School 대상 수상
- 2012년 3월 1일 : 충청북도지정 진로교육 시범학교 운영
- 2012년 9월 1일 : 제8대 정태상 교장 부임
- 2013년 12월 12일 : 2013 多 행복한 학교 실천 우수교 선정
- 2014년 1월 27일 : 학교경영으뜸 충주교육대상 선정
- 2014년 3월 1일 : 42학급 편성(9월 1일 기준: 1,088명)
- 2014년 9월 1일 : 제9대 전계현 교장 부임
- 2015년 2월 16일 : 제18회 졸업증서 수여식 181명(총 4,382명)
- 2015년 3월 1일 : 43학급 편성(3월 1일 기준: 1,109명)
- 2016년 2월 18일 : 제19회 졸업증서 수여식 206명(총 4,591명)
- 2016년 3월 1일 : 43학급 편성(3월 2일 기준: 1,070명)